# 마이클 크로퍼드
마이클 크로퍼드(Michael Crawford, CBE, 1942년 1월 19일 ~ )는 영국의 배우이자 가수로, 뮤지컬 《오페라의 유령》의 팬텀 역으로 유명하다.

## 생애
1942년 1월 19일 솔즈베리 생으로, 어린 시절 이름은 마이클 패트릭 스미스(Michael Patrick Smith)였다.
어린 시절부터 뛰어난 목소리를 가진 덕분에 어린이 합창단을 거쳐 오페라에도 출연했다. 하지만 청년기에는 주로 방송과 영화에 집중했고, 특히 BBC의 인기 시트콤 《어떻게 할 수 없는 놈이군》(Some Mothers Do 'Ave 'Em, 1973∼78)으로 스타덤에 올랐다.
시트콤이 끝난 후 그는 뮤지컬 배우로의 전직을 목표로 미국에 진출했으나, 이 도전은 고배의 연속이었다. 진 켈리와 함께 했던 연극 《거짓말》이나, 서커스 단장의 일생을 다룬 뮤지컬 《바넘》 등 그의 출연작은 모두 흥행에 실패했으며, 이 시기 아내의 불만은 가정불화로까지 이어져, 크로퍼드는 이혼의 아픔을 겪기도 했다.
실의에 빠진 크로퍼드는 알코올 중독자가 되었는데, 훗날 그에게 명성을 안겨준 뮤지컬 《오페라의 유령》 오디션을 볼 때조차 마찬가지였다. 폐인에 가까운 상태였음에도 연기에 대한 집념으로 오디션에 임했고, 오디션을 맡았던 앤드루 로이드 웨버는 즉석에서 그를 캐스팅한다. 당시 웨버가 자신의 아내를 위해 이 작품을 만들었다는 말이 나올 만큼 세라 브라이트먼의 캐스팅은 사실상 내정된 상태였지만, 크로퍼드는 그의 넓은 음역에 매료된 웨버가 전격적으로 캐스팅한 것이었다.
팬텀 역을 맡게 된 그는 혼신의 힘을 다해 사랑에 고뇌하는 반인반수(半人半獸)의 유령을 창조하는데 전념했고, 1986년 막이 오른다. 전대미문의 대성공을 거둔 《오페라의 유령》으로 크로퍼드는 1988년 토니상을 받았으며, 로런스 올리비에상 또한 거머쥐게 된다.
웨버의 훌륭한 음악과 더불어, 실의와 비탄을 맛본 크로퍼드의 호소력 짙은 가창력에 음반은 뮤지컬 음반으로는 이례적으로 수백만장의 판매고를 기록했으며, 이러한 명성을 바탕으로 그는 바브라 스트라이샌드 같은 팝스타들의 음반에 참여를 요청받기도 했다.
그와 브라이트먼이 출연한 초연 당시 DVD와 음반은 후배 배우들에게 하나의 표준으로 자리했으며, 2004년 동명의 영화를 만들 때에도 《오페라의 유령》 팬들이 팬텀 역으로 그가 아닌 다른 배우는 안 된다며 반발했던 일화가 전해진다.

## 서훈
- 1987년 대영 제국 훈장 4등급(OBE)[1]
- 2014년 대영 제국 훈장 3등급(CBE)[2]

## 주해
1. ↑  마이클 패트릭 크로퍼드(Michael Patrick Crowford)로 개명했다.